# Chrysis inaequalis
Chrysis inaequalis ist eine Art aus der Familie der Goldwespen (Chrysididae).

## Merkmale
Die Wespen erreichen eine Körperlänge von 5 bis 10 Millimetern. Die Pleuren des Mesonotums besitzen unterseits zwei Zähnchen. Das Gesicht ist deutlich konkav eingebuchtet. Das zweite und dritte Tergit besitzen einen Mittelkiel, am Rand des dritten befinden sich zudem vier Zähnchen. Der Thorax ist blau, mit einigen grünlichen Bereichen, der Hinterleib ist golden-rot gefärbt. Beide Bereiche glänzen metallisch. Die Art ist bei genauer Betrachtung gut von den anderen, zum Teil schwer zu unterscheidenden Arten der Gattung Chrysis zu unterscheiden, ähnelt diesen jedoch sehr.

## Vorkommen
Die Art kommt in Nordafrika, Süd- und Mitteleuropa, bis zur Mandschurei vor. Sie besiedelt verschiedene wärmebegünstigte Lebensräume. Die Tiere fliegen von Ende Juni bis Mitte September. Sie sind in Mitteleuropa selten.

## Lebensweise
Chrysis inaequalis parasitiert vermutlich an Bienen der Gattung Osmia, konnte aber in der Zucht auch aus einer Lehmzelle von Eumenes coarctatus gezogen werden. Die Imagines fliegen an sonnenexponierten Lehmwänden, Felsen und gelegentlich auch an Totholz.

## Belege